# Sauvagesia amoena
Sauvagesia amoena är en tvåhjärtbladig växtart som beskrevs av Ernst Heinrich Georg Ule. Sauvagesia amoena ingår i släktet Sauvagesia och familjen Ochnaceae. Inga underarter finns listade i Catalogue of Life.